# Demografia dell'Artsakh

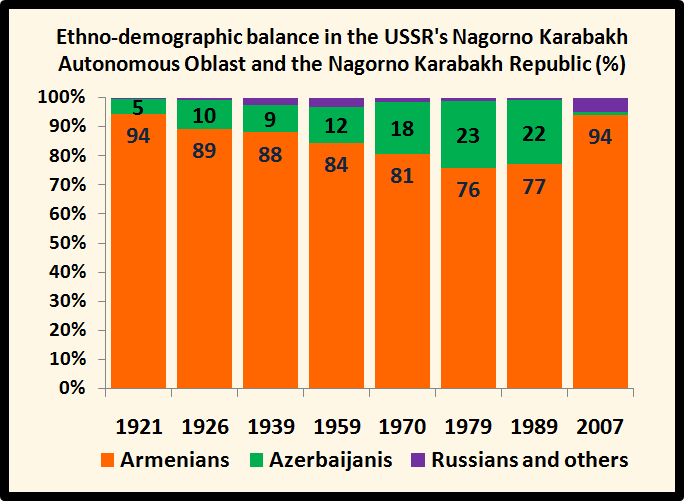
Bilanciamento etnico nel NK

Nel trattare la demografia del Nagorno Karabakh occorre distinguere tra la popolazione censita nell'oblast autonomo e quella della repubblica dell'Artsakh, esistita de facto tra il 1992 e il 2024.
Infatti il territorio di quest'ultima, in conseguenza della prima guerra del Nagorno Karabakh, ha subito modifiche e si sono verificati flussi migratori in entrata ed in uscita che hanno interessato sia la (prevalente) componente armena che la (minoritaria) componente azera.

## Demografia prima dell'oblast'
Una ricerca effettuata dalle autorità imperiali russe nel 1823 attesta che, molti anni prima della migrazione armena dalla Persia verso la nuova provincia armena, tutti gli armeni del Karabakh vivevano compattamente nella parte montuosa (il Karabakh montuoso, o Alto Karabakh, oggi Nagorno Karabakh) e specificatamente nei territori dei cinque meliccati armeni dove costituivano la maggioranza assoluta della popolazione. La ricerca di 260 pagine riferisce tra l'altro che nel distretto di Khachen vi erano dodici villaggi armeni e nessuno tartaro (musulmano), in quello di Jraberd solo otto villaggi armeni, Dizak aveva quattordici villaggi armeni e uno tartaro, il Gulistan dodici armeni e cinque tartari e infine Varanda aveva ventitré villaggi armeni e uno solo tartaro.
Nel 1921 la popolazione complessiva della regione era di 128.976 unità di cui 122.426 (94,9%) armeni, e 6550 (5,1%) azeri.

## Demografia del post-Oblast'
L'Oblast autonomo aveva una superficie di 4.400 km² ed una popolazione che sino alla fine degli anni 1960 ha raramente superato le 130.000 unità con la componente armena nettamente maggioritaria (oltre il 90%), così come si evince dalla tabella sottostante.
A partire dagli anni settanta si registra un progressivo aumento della etnia azera anche in conseguenza di insediamenti di turchi mescheti (abitanti la Meschezia) come accaduto soprattutto nella regione di Askeran, solo in parte bilanciato dall'afflusso di profughi armeni che abbandonano le città azere dove si registrano pogrom a danno delle comunità armene locali come a Sumgait o Kirovabad.
L'intenzione di modificare il bilancio etnico della regione, anche con l'apertura di nuove fabbriche con manovalanza esclusivamente azera, fu ammesso dalle stesse autorità dell'Azerbaigian.
Alla fine degli ottanta la percentuale di azeri oscilla tra il 21,6% ed il 25,3% prevalentemente concentrati a Shushi e Khojaly. A prescindere dal totale complessivo della popolazione residente nella regione (con cifre che variano dai 190.000 ai duecentomila abitanti) si può ragionevolmente sostenere che circa tre quarti o poco più della popolazione era di etnia armena ed un quarto di etnia azera, peraltro con un'aspettativa di vita piuttosto lunga a giudicare dal numero di centenari inusualmente elevato.
| Gruppi etnici | census 1926 | census 1926 | census 1939 | census 1939 | census 1959 | census 1959 | census 1970 | census 1970 | census 1979 | census 1979 | census 1989 | census 1989 | census 2005 | census 2005 |
| Gruppi etnici | numero      | %           | numero      | %           | numero      | %           | numero      | %           | numero      | %           | numero      | %           | numero      | %           |
| ------------- | ----------- | ----------- | ----------- | ----------- | ----------- | ----------- | ----------- | ----------- | ----------- | ----------- | ----------- | ----------- | ----------- | ----------- |
| Armeni        | 111,694     | 89.1        | 132,800     | 88.0        | 110,053     | 84.4        | 121,068     | 80.5        | 123,076     | 75.9        | 145,450     | 76.9        | 137,380     | 99.7        |
| Azeri         | 12,592      | 10.0        | 14,053      | 9.3         | 17,995      | 13.8        | 27,179      | 18.1        | 37,264      | 23.0        | 40,688      | 21.5        | 6           | 0.0         |
| Russi         | 596         | 0.5         | 3,174       | 2.1         | 1,790       | 1.4         | 1,310       | 0.9         | 1,265       | 0.8         | 1,922       | 1.0         | 171         | 0.1         |
| Ucraini       |             |             | 436         | 0.3         |             |             | 193         | 0.1         | 140         | 0.1         | 416         | 0.2         | 21          | 0.0         |
| Altri         | 416         | 0.3         | 374         | 0.2         | 568         | 0.4         | 563         | 0.4         | 436         | 0.3         | 609         | 0.3         | 159         | 0.1         |
| Total         | 125,300     | 125,300     | 150,837     | 150,837     | 130,406     | 130,406     | 150,313     | 150,313     | 162,181     | 162,181     | 189,085     | 189,085     | 137,737     | 137,737     |

## Demografia della repubblica dell'Artsakh
Alla conclusione della guerra si registrano due fattori che hanno rilevanza anche dal punto di vista demografico: in primo luogo nel territorio dell'Alto Karabakh (l'originario oblast') rimane solo la componente etnica armena (con qualche minoranza assira, greca e curda) dal momento che gli azeri residenti sono fuggiti via. In secondo luogo la repubblica dell'Artsakh ha esteso il proprio territorio a 11458 km² inglobando aree circostanti dove la presenza armena era limitata in quanto prevalentemente abitate da azeri. Tali territori, per ragioni politiche, sono rimasti pressoché disabitati eccezion fatta per alcuni piccoli insediamenti e la sola regione di Kashatagh sembra essere stata interessata ad un piano di ripopolamento.
Al 2011 la popolazione complessiva si attestava a 144.000 abitanti con un aumento annuo di circa 2000/2300 unità. A partire dal 2013 si registrano flussi migratori di profughi armeni in fuga dalla guerra siriana ed alcune decine di famiglie si insediano nell'Artsakh.
Dopo l'offensiva azera nel Nagorno Karabakh del 2023 e il conseguente scioglimento della repubblica dell'Artsakh e la presa del controllo del territorio da parte dell'Azerbaigian, oltre 100.000 armeni, ovvero la quasi totalità degli armeni che erano ancora presenti in Artsakh dopo la seconda guerra del Nagorno Karabakh e il blocco dell'Artsakh, sono fuggiti, perlopiù in Armenia.
|      | Popolazione media (x 1000) | Nascite | Morti | Variazione | Tasso di natalità (per 1000) | Tasso di mortalità (per 1000) | Variazione (per 1000) |
| ---- | -------------------------- | ------- | ----- | ---------- | ---------------------------- | ----------------------------- | --------------------- |
| 1995 | 125                        | 1 799   | 1 197 | 602        | 14.4                         | 9.6                           | 4.8                   |
| 1996 | 123                        | 1 964   | 1 323 | 641        | 15.9                         | 10.7                          | 5.2                   |
| 1997 | 126                        | 1 887   | 1 205 | 682        | 14.9                         | 9.5                           | 5.4                   |
| 1998 | 130                        | 1 897   | 1 207 | 690        | 14.6                         | 9.3                           | 5.3                   |
| 1999 | 132                        | 1 645   | 1 104 | 541        | 12.5                         | 8.4                           | 4.1                   |
| 2000 | 134                        | 2 222   | 1 185 | 1 037      | 16.6                         | 8.9                           | 7.7                   |
| 2001 | 135                        | 2 306   | 1 075 | 1 231      | 17.1                         | 8.0                           | 9.1                   |
| 2002 | 136                        | 2 190   | 1 242 | 948        | 16.1                         | 9.1                           | 7.0                   |
| 2003 | 137                        | 2 058   | 1 232 | 826        | 15.0                         | 9.0                           | 6.0                   |
| 2004 | 137                        | 2 095   | 1 306 | 789        | 15.3                         | 9.5                           | 5.8                   |
| 2005 | 137                        | 2 004   | 1 260 | 744        | 14.6                         | 9.2                           | 5.4                   |
| 2006 | 138                        | 2 102   | 1 235 | 867        | 15.3                         | 9.0                           | 6.3                   |
| 2007 | 138                        | 2 145   | 1 227 | 918        | 15.5                         | 8.9                           | 6.6                   |
| 2008 | 139                        | 2 418   | 1 317 | 1 101      | 17.4                         | 9.5                           | 7.9                   |
| 2009 | 141                        | 2 821   | 1 266 | 1 555      | 20.0                         | 9.0                           | 11.0                  |
| 2010 | 143                        | 2 694   | 1 341 | 1 353      | 18.8                         | 9.3                           | 9.5                   |
| 2011 | 144                        | 2 586   | 1 297 | 1 289      | 17.9                         | 9.0                           | 8.9                   |